# Jurij di Zvenigorod
Jurij Zvenigorodskj, noto anche come Jurij Dmitrievič (Pereslavl'-Zalesskij, 26 novembre 1374 – Galič, 5 giugno 1434), è stato un principe russo.
Era il secondo figlio di Demetrio di Russia e di Eudocia di Mosca. Fu duca di Zvenigorod e di Galič dal 1389 fino alla sua morte.

## Biografia
Durante il regno del fratello Basilio egli partecipò alle campagne militari contro Toržok (1392), Žukotin (1414) e Novgorod (1417). Egli fu anche il capo organizzatore della guerra civile moscovita contro il proprio nipote Basilio II, nel corso della quale conquistò due volte Mosca, nel 1433 e nel 1434. Dalla moglie Anastasia, figlia di Jurij di Smolensk, Jurij ebbe tre figli: Basilio Kosoy, Dmitrij Šemjaka e Dmitrij Krasnyj. Il matrimonio con Anastasia lo fece diventare cognato di Švitrigaila, Granduca di Lituania.
Alla morte del padre, Jurij ricevette in appannaggio le città di Zvenigorod, Ruza e Galič. Alla morte del fratello, Jurij avanzò immediatamente le sue pretese al trono di Mosca contro il nipote Basilio II. Egli fece riferimento all'antica norma della dinastia dei Rjurikidi, secondo la quale il trono dinastico si trasmetteva in via collaterale (fratelli) piuttosto che per discendenza diretta. Egli interpretava anche a suo favore il testamento di Demetrio di Russia, scritto quando Basilio II era ancora scapolo e privo di figli.

### Accordo con Basilio II
Nel 1430, Jurij e suo nipote decisero che la questione sarebbe stata sistemata nell'ambito del Orda d'Oro. Il Khan sostenne la protesta di Basilio II, ma consentì a Jurij di mantenere l'appannaggio del suo deceduto giovane fratello, Pietro di Dmitrov. Questa decisione non soddisfece pienamente Basilio II, che prese Dmitrov con la forza ed espulse il governo di Jurij dalla città nel 1432. In risposta Jurij raccolse le sue forze e avanzò su Pereslavl'-Zalesskij. Basilio II fu sconfitto sulla riva del fiume Kljaz'ma e fuggì a Kostroma. Dopo di che Jurij entrò a Mosca in trionfo e si autoproclamò Granduca.
Invece di imprigionare il nipote, Jurij gli consentì di sistemarsi a Kolomna e regnare sulla città come suo appannaggio. Questa esibizione di magnanimità gli costò cara, poiché numerosi boiardi e nobili moscoviti fuggirono alla corte di Basilio II a Kolomna. Questi trasferimenti costrinsero al momento Jurij a concludere un trattato con Basilio II, con il quale lo zio rinunciava alle sue pretese su Mosca, prometteva di negare assistenza ai suoi figli e scambiò Dmitrov con altri territori. Basilio II rientrò a Mosca, mentre Jurij si ritirava a Galič.

### Ulteriori conflitti
L'anno seguente Kosoy e Šemjaka sconfissero Basilio II sulle rive del fiume Kus. Il Gran Principe fu informato che le truppe di Jurij erano state viste insieme ai nemici e decise di punirlo per il suo tradimento. Nell'inverno del 1434, egli incendiò Galič, ma Jurij riuscì a fuggire verso nord, a Belozersk. Il 16 marzo gli eserciti di zio e nipote si scontrarono tra Rostov e Pereslavl. L'esercito di Basilio II fu pesantemente sconfitto ed egli cercò rifugio a Nižnij Novgorod.

### Decesso
Il 31 marzo 1434, nel mercoledì successivo alla Pasqua, Jurij entrò nuovamente a Mosca, ove catturò la famiglia di Basilio II e il tesoro. Egli stava preparando una nuova campagna militare contro Basilio II, quando morì improvvisamente il 5 luglio 1434 e gli successe il figlio primogenito Basilio Kosoy.

## Ascendenza
|                                 |   |                    | Genitori |  |  | Nonni |  |  | Bisnonni         |  |  | Trisnonni         |  |
|                                 |   |                    |          |  |  |       |  |  | Ivan I di Russia |  |  | Daniele di Russia |  |
|                                 |   |                    |          |  |  |       |  |  | Ivan I di Russia |  |  | Daniele di Russia |  |
|                                 |   | Agrippina Leonovna |          |  |  |       |  |  | Ivan I di Russia |  |  |                   |  |
| Ivan II di Russia               |   |                    |          |  |  |       |  |  | Ivan I di Russia |  |  |                   |  |
|                                 |   | …                  | …        |  |  |       |  |  |                  |  |  |                   |  |
|                                 |   | …                  | …        |  |  |       |  |  |                  |  |  |                   |  |
|                                 |   | …                  | …        |  |  |       |  |  |                  |  |  |                   |  |
| Demetrio di Russia              |   | …                  |          |  |  |       |  |  |                  |  |  |                   |  |
|                                 |   | …                  | …        |  |  |       |  |  |                  |  |  |                   |  |
|                                 |   | …                  | …        |  |  |       |  |  |                  |  |  |                   |  |
|                                 |   | …                  | …        |  |  |       |  |  |                  |  |  |                   |  |
| Aleksandra Ivanovna Veljaminova |   | …                  |          |  |  |       |  |  |                  |  |  |                   |  |
|                                 |   | …                  | …        |  |  |       |  |  |                  |  |  |                   |  |
|                                 |   | …                  | …        |  |  |       |  |  |                  |  |  |                   |  |
|                                 |   | …                  | …        |  |  |       |  |  |                  |  |  |                   |  |
| Jurij Dmitr'evič                |   | …                  |          |  |  |       |  |  |                  |  |  |                   |  |
|                                 | … | …                  |          |  |  |       |  |  |                  |  |  |                   |  |
|                                 | … | …                  |          |  |  |       |  |  |                  |  |  |                   |  |
|                                 | … | …                  |          |  |  |       |  |  |                  |  |  |                   |  |
| Dmitrij Konstantinovič          | … |                    |          |  |  |       |  |  |                  |  |  |                   |  |
|                                 |   | …                  | …        |  |  |       |  |  |                  |  |  |                   |  |
|                                 |   | …                  | …        |  |  |       |  |  |                  |  |  |                   |  |
|                                 |   | …                  | …        |  |  |       |  |  |                  |  |  |                   |  |
| Eudocia di Mosca                |   | …                  |          |  |  |       |  |  |                  |  |  |                   |  |
|                                 |   | …                  | …        |  |  |       |  |  |                  |  |  |                   |  |
|                                 |   | …                  | …        |  |  |       |  |  |                  |  |  |                   |  |
|                                 |   | …                  | …        |  |  |       |  |  |                  |  |  |                   |  |
| …                               |   | …                  |          |  |  |       |  |  |                  |  |  |                   |  |
|                                 |   | …                  | …        |  |  |       |  |  |                  |  |  |                   |  |
|                                 |   | …                  | …        |  |  |       |  |  |                  |  |  |                   |  |
|                                 |   | …                  | …        |  |  |       |  |  |                  |  |  |                   |  |
|                                 |   | …                  |          |  |  |       |  |  |                  |  |  |                   |  |